# Distrikt Huabal
Der Distrikt Huabal liegt in der Provinz Jaén in der Region Cajamarca im Norden Perus. Der Distrikt wurde am 4. Januar 1985 gegründet. Er besitzt eine Fläche von 84,8 km². Beim Zensus 2017 wurden 8651 Einwohner gezählt. Im Jahr 1993 lag die Einwohnerzahl bei 9690, im Jahr 2007 bei 7732. Sitz der Distriktverwaltung ist die 1369 m hoch gelegene Ortschaft Huabal mit 1055 Einwohnern (Stand 2017). Huabal befindet sich 15 km nordwestlich der Provinzhauptstadt Jaén.

## Geographische Lage
Der Distrikt Huabal befindet sich an der Ostflanke der peruanischen Westkordillere nordzentral in der Provinz Jaén. Der Fluss Quebrada San Juan, ein rechter Nebenfluss des Río Chinchipe, entwässert das Areal in nordöstlicher Richtung.
Der Distrikt Huabal grenzt im Westen an den Distrikt San José del Alto, im Norden und im Nordosten an den Distrikt Bellavista, im Südosten an den Distrikt Las Pirias sowie im Süden an den Distrikt Jaén.

## Ortschaften
Neben dem Hauptort gibt es folgende größere Ortschaften im Distrikt:
- El Paraiso
- La Esperanza (511 Einwohner)
- La Unión
- Rumibamba
- San Francisco de Asís
- San Juan de la Montaña
- San Ramon
- San Ramon Alto